# Block automatique lumineux
Pour les articles homonymes, voir BAL.

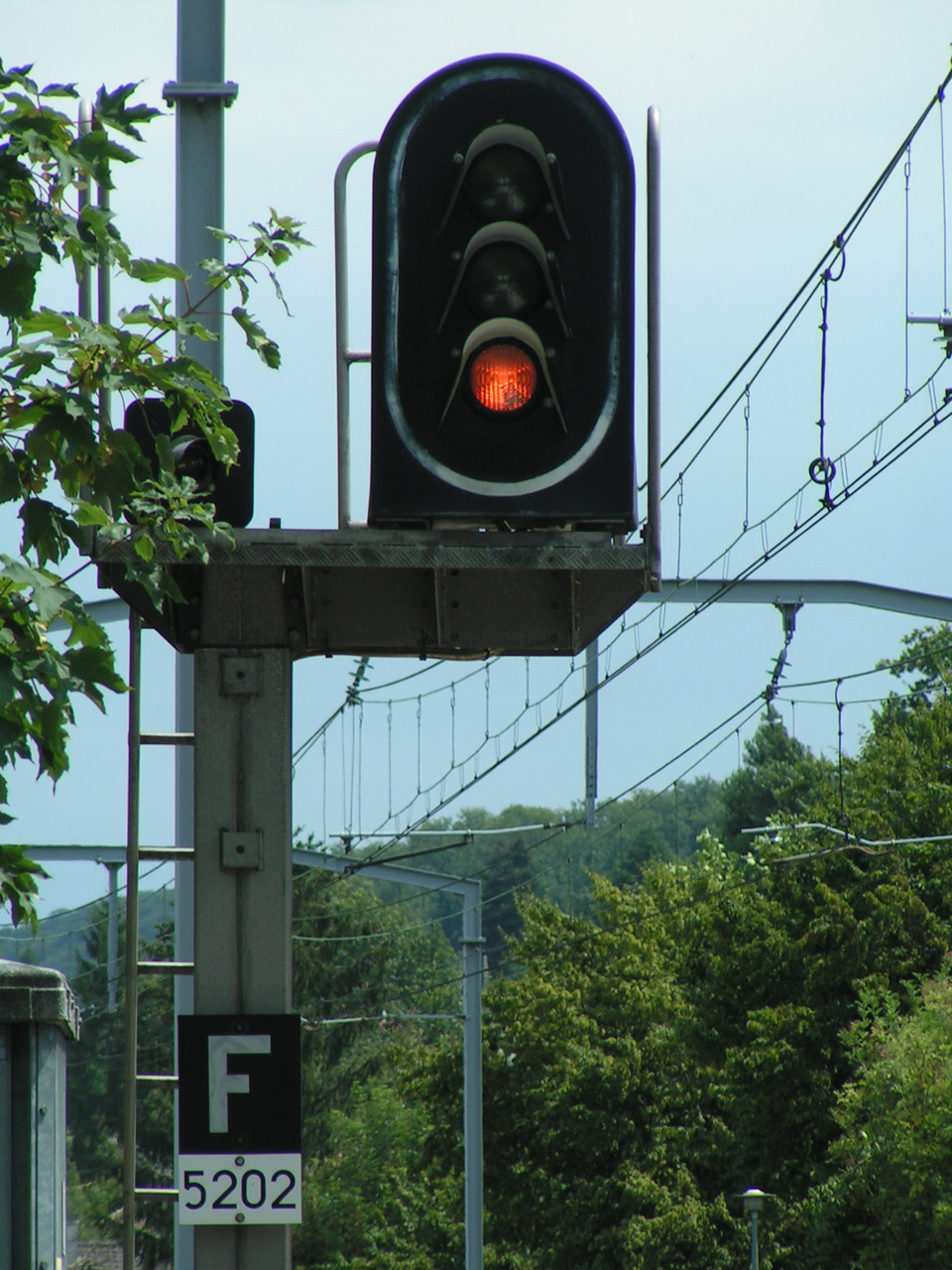
Signal permissif de BAL, sur la ligne du RER B à Gif-sur-Yvette.
Il présente l'indication "Avertissement". L'œilleton est masqué par le feuillage. La plaque "F" indique au conducteur que lorsqu'il présente l'indication d'"Arrêt", ou lorsque l'œilleton et le panneau sont éteints, le signal peut être franchi moyennant le respect de prescriptions particulières. L'indication 5202 est son numéro d'identification.

Le block automatique lumineux (BAL) est un système de signalisation ferroviaire automatique utilisé en France pour assurer l'espacement des trains circulant sur une même voie. Il fait appel à des signaux lumineux placés à l'entrée de chaque canton, et à des circuits de voie permettant d'en changer l'aspect en fonction de l'avancement des trains.

## Utilisation
Ce système est implanté sur les lignes principales à fort trafic, avec une longueur de canton limitée (de l'ordre de 1 500 m avec un maximum de 2 800 m), ce qui autorise un débit important.

## Caractéristiques
Les signaux sont constitués de panneaux (cibles) à fond noir et liseré blanc portant plusieurs feux. Les principales indications rencontrées en BAL sont les suivantes :
- un feu vert : Voie Libre. Le conducteur est autorisé à circuler en marche normale, si rien ne s'y oppose.
- un feu jaune : avertissement. Le conducteur doit être en mesure de s'arrêter au prochain signal d'arrêt ou heurtoir.
- un feu rouge : sémaphore. Le conducteur doit s'arrêter avant le signal et peut ensuite le franchir après identification du signal si signal de BAL (présence de l’œilleton si signal avec plaque Nf ou présence d'une plaque F). En BM (Block Manuel), le mécanicien ne peut pas franchir le signal de lui-même.

Le sémaphore - signal de cantonnement ou de block - peut éventuellement être franchi après l'arrêt sous certaines conditions applicables selon :
- le type de plaque associé au signal (BM, PR, F, ou Nf) ;
- les règles spécifiques à la ligne.

Il est présenté sous forme d'un feu rouge (en signalisation lumineuse).
Sa signification ne doit pas être confondue avec celle du carré.
Le carré - signal de protection - est infranchissable, sans ordre, Il est présenté sous forme de deux feux rouges, alignés verticalement ou horizontalement (en signalisation lumineuse).
Étant donné que le carré ne doit pas être franchi, les panneaux qui peuvent afficher le carré ont une plaque Nf (non-franchissable), et un petit feu blanc - l'œilleton de franchissement, qui s'allume quand le signal affiche un sémaphore, et ce pour confirmer au conducteur que ce n'est pas un carré avec un feu hors service, mais bien un sémaphore (un seul feu rouge). Ainsi, pour simplifier, l'œilleton est allumé si le signal est franchissable (i.e. différent d'un carré). Sur l'image du haut, il y a un œilleton de franchissement alors que c'est un panneau de sémaphore.
Ci-dessous, on peut observer la séquence classique de signalisation de Block Automatique Lumineux.

Feu vert ou Voie Libre (VL)
Avertissement
Sémaphore